# La luna (Angelo Branduardi)
La luna è il secondo album di Angelo Branduardi, del 1975.
Fu ristampato nel 1980 con l'aggiunta di un nuovo brano, con nuovi mixaggi e con il titolo modificato in Gulliver, la luna e altri disegni. Del disco originale esiste la sola versione su LP. Della versione originale si possono trovare tre tirature, due datate al 1975 e una al 1976, identificabili per la data apposta dalla tipografia sul retro della copertina; a parte il cambio di data l'lp rimane identico, con copertina pesante e laminata. Una successiva edizione, priva di data sul retro, è stampata su cartoncino leggero non laminato ed è considerata come ristampa.

## Brani
Gli alberi sono alti è la versione italiana di The Trees They Do Grow High, canzone tradizionale inglese incisa anche da Joan Baez nel suo album Joan Baez, Vol. 2 del 1961, da Alan Stivell e da Donovan.
Il testo di Notturno è tratto da una poesia di Alcmane, mentre quello di Confessioni di un malandrino da una poesia di Sergej Esenin.
Il brano di chiusura del disco, La danza, è in forma di mantra, composto di soli quattro versi ripetuti ad libitum.

## Tracce

### Lato A
Testi e musiche di Angelo Branduardi.
1. La luna – 2:48
2. Tanti anni fa – 2:49
3. Donna mia – 3:32
4. Gli alberi sono alti (Tradizionale inglese, traduzione di Angelo Branduardi) – 4:08
5. Notturno – 4:51

### Lato B
Testi e musiche di Angelo Branduardi.
1. Rifluisce il fiume – 4:29
2. Confessioni di un malandrino (Musica: Angelo Branduardi; testo: Sergej Aleksandrovič Esenin, Renato Poggioli) – 5:06
3. Primavera – 3:26
4. La danza – 4:08

## Formazione
- Angelo Branduardi – voce, cori, violino, chitarra classica, flauto dolce, percussioni
- Maurizio Fabrizio – chitarra acustica, cori, chitarra elettrica, mandolino, cuatro, percussioni
- Mike Logan – tastiera
- Gigi Cappellotto – basso
- Andy Surdi – batteria
- Bruno De Filippi – bouzouki, cuatro, chitarrino, sitar, banjo, armonica